# Gonomyia (Gonomyia) subcinerea
Gonomyia (Gonomyia) subcinerea is een tweevleugelige uit de familie steltmuggen (Limoniidae). De soort komt voor in het Nearctisch gebied.